# Ducto hermafrodita

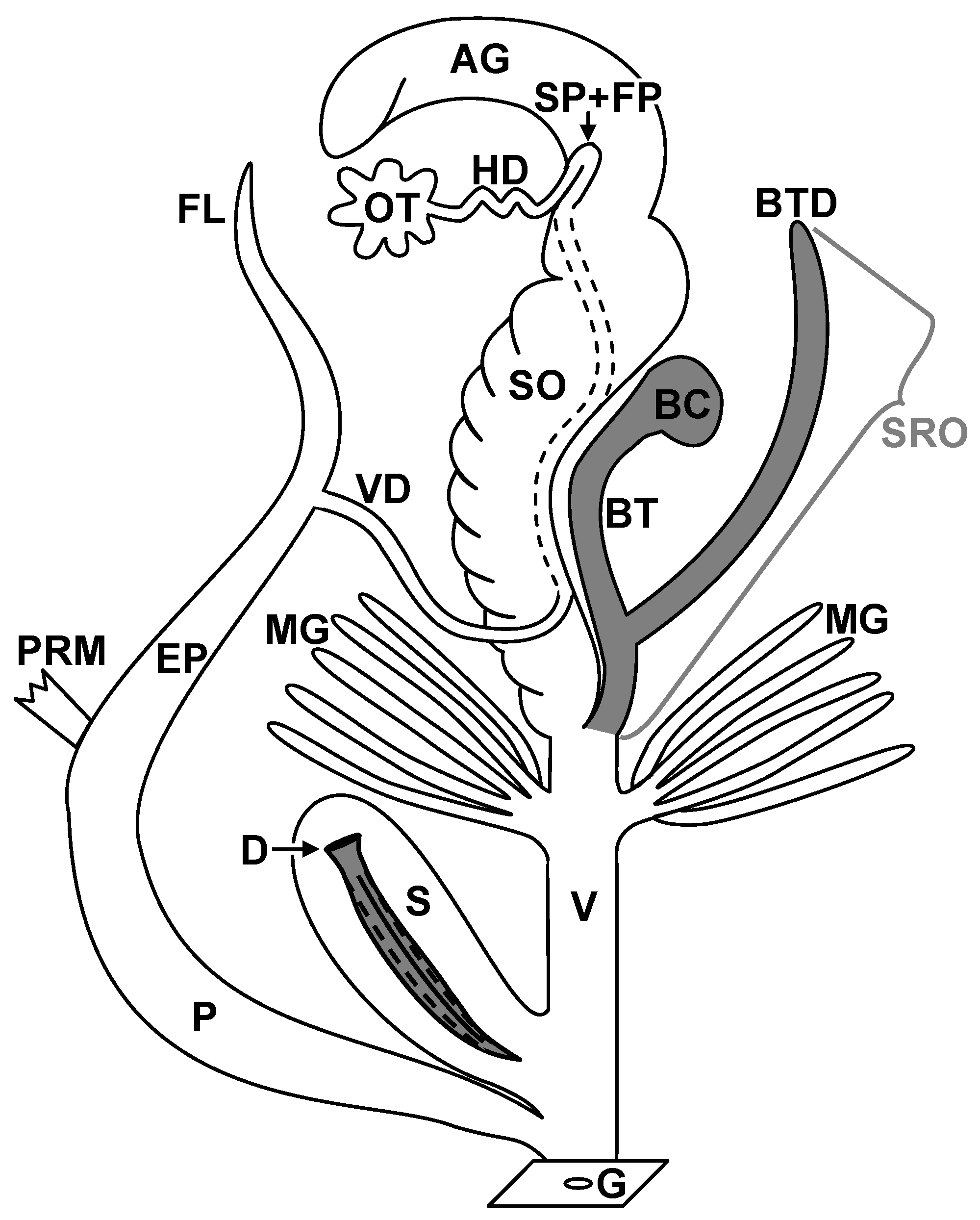
Diagrama simplificado da morfologia reprodutiva de um caracol terrestre pulmonado.
AG = glândula albúmen
BC = bursa copulatrix
BT = trato/tronco da bursa (ducto da bursa)
BTD = divertículo da bursa
D = dardo do amor
EP = epifaloFL = flagelo
FP = bolsa de fertilização
G = poro genital
HD = ducto hermafrodita
MG = glândulas mucosas (glândula nidamentar)
OT = ovotestis
P = pênis
PRM = músculo retrator do pênis
S = estilóforo ou saco de dardo (bursa telae)
SO = espermoviduto
SP = espermateca
SRO = órgão receptor do espermatóforo (indicado em cinza)
V = vagina
VD = ducto deferente

O ducto hermafrodita é uma estrutura anatômica no sistema reprodutor de muitos moluscos gastrópodes hermafroditas, particularmente os pulmonados e opistobrânquios. Ele serve como um canal para os gametas, transportando espermatozoides e óvulos da gônada, comumente chamada de ovotestis, para diferentes regiões do trato reprodutivo.

## Estrutura e função
Em hermafroditas simultâneos, como muitos caracóis terrestres e opistobrânquios, a gônada produz óvulos e espermatozoides. Esses gametas entram em um canal comum, o ducto hermafrodita, que os transporta para uma região do sistema reprodutor, onde são armazenados, amadurecidos ou transportados mais adiante. Este ducto normalmente conecta o ovotestis aos órgãos reprodutivos secundários, como a glândula albúmen, o espermoviduto ou estruturas copulatórias.